# 罗敏 (1983年)
罗敏（1983年—），趣店創始人。

## 生平
罗敏生于江西抚州宜黄，2000年考入江西师范大学通信工程专业，2004年毕业后到北京创业，2014年创立趣分期。該企業主要向在校学生提供分期消费贷款业务。趣分期被指向没收入能力的大学生提供变高利贷。罗敏一度被称为「校园贷鼻祖」。後來校园贷被整治，趣分期改名为趣店，2017年10月，趣店登陆美国纽约证券交易所。